# Ринг (фільм, 1973)
«Ринг» (рос. «Ринг») — український радянський художній фільм 1973 року режисера Віллена Новака.

## Сюжет
Розслідуючи справу про вбивство інкасатора, майор Ісаєв, в минулому чемпіон з боксу, приходить до висновку, що вбивця — боксер. Щоб зловити злочинця Ісаєв подає заявку на участь в першості міста з боксу, сподіваючись на те, що злочинець напевно прийде подивитися на гру колишнього чемпіона...

## У ролях
- Олександр Пороховщиков
- Євген Лебедєв - Віталій Іванович Островідов, тренер
- Галина Польських
- Юрій Родіонов
- Дмитро Франько
- Володимир Волков
- Микола Гринько
- Майя Булгакова
- Слава Гриценко
- Георгій Дрозд
- В'ячеслав Жариков
- А. Новосьолов

## Творча група
- Сценарій: Микола Леонов
- Режисер-постановник: Віллен Новак
- Оператор-постановник: Олександр Полинніков
- Художник-постановник: Муза Панаєва
- Композитор: Володимир Дашкевич
- Художник по костюмах: Неллі Мельничук
- Редактор: Людмила Донець